# Lepidagathis subglabra
Lepidagathis subglabra är en akantusväxtart som beskrevs av Merrill. Lepidagathis subglabra ingår i släktet Lepidagathis och familjen akantusväxter. Inga underarter finns listade i Catalogue of Life.